# Joël Mercier
Joël Michel Marie Luc Mercier (ur. 5 stycznia 1945 w Chaudefonds-sur-Layon) – francuski duchowny katolicki, arcybiskup, sekretarz Kongregacji ds. Duchowieństwa w latach 2015–2021.

## Życiorys

### Prezbiterat
27 czerwca 1970 otrzymał święcenia kapłańskie i został inkardynowany do diecezji Angers. Uzyskał doktorat z prawa kanonicznego na Papieskim Uniwersytecie Gregoriańskim. W 1974 rozpoczął pracę w jednej z parafii w Angers, a w latach 1979–1987 odpowiadał za szkoły katolickie w tym mieście. W 1987 został biskupim sekretarzem. W 2002 wyjechał do Watykanu i został pracownikiem Kongregacji ds. Biskupów.

### Episkopat
8 stycznia 2015 papież Franciszek mianował go sekretarzem Kongregacji ds. Duchowieństwa oraz arcybiskupem tytularnym diecezji Rota. Sakry biskupiej udzielił mu 19 marca 2015 Sekretarz Stanu - kardynał Pietro Parolin. 1 października 2021 ustąpił z urzędu.